# Ion Stoica (informatician)
Ion Stoica (n. 12 februarie 1965) este un informatician româno-american specializat în calcul distribuit, cloud computing și rețele de calculatoare. El este, în prezent, profesor de informatică la Universitatea Berkeley din California și codirector al AMPLab. A fondat companiile Conviva și Databricks împreună cu alți dezvoltatori inițiali ai proiectului Apache Spark.
Avea o avere estimată la 7,5 miliarde de lei în 2022.